# معادلة نمو الشق
تستخدم معادلة نمو الشق لحساب النمو في حجم الشق الناتج عن الكلال نتيجة الأحمال المتكررة. يمكن أن يتسبب النمو في شقوق الكلال في انهيار كارثي، تحديدًا في حالة الطائرات. يمكن استخدام معادلة نمو الشق لتأكيد السلامة، في خلال مرحلتي التصميم والتشغيل، عن طريق التنبؤ بحجم الشقوق. في الهياكل الحساسة، يمكن تسجيل الأحمال واستخدامها للتنبؤ بحجم الشقوق والتأكد من إجراء عملية الصيانة أو الإحلال قبل حدوث انهيار في أحد الشقوق.
يمكن تقسيم حد الكلال إلى مرحلتين هما مرحلة الافتتاح أو التنوي ومرحلة نمو الشق. تتكون مرحلة الافتتاح من افتتاح الشق ونمو الشق الصغير الذي يؤدي إلى مرحلة نمو الشق الشامل. تُستخدم معادلات نمو الشق للتنبؤ بحجم الشق بداية من صدع ابتدائي مُعطى وهي تستند بشكل أساسي على البيانات التجريبية المُستقاة من اختبارات ثابت القيمة لذروة الكلال.
استندت أحد أقدم معادلات نمو الشق على مدى معامل شدة الإجهاد لدورة الحمل {\displaystyle \Delta K} هي معادلة باريس-إردوجان
{\displaystyle {da \over dN}=C(\Delta K)^{m}}
حيث {\displaystyle a} هو طول الشق، {\displaystyle {\rm {d}}a/{\rm {d}}N} هو نمو شق الكلال لدورة واحدة من الحمل، {\displaystyle N}
طُورت العديد من معادلات نمو الشق المماثلة لمعادلة  باريس-إردوجان لتشمل العوامل المؤثرة على معدل نمو الشق مثل نسبة الإجهاد، والأحمال الزائدة، وتأثيرات تاريخ الأحمال.
يمكن حساب مدى شدة الإجهاد من شدة الإجهاد الصغرى والعظمى لكل دورة
{\displaystyle \Delta K=K_{\text{max}}-K_{\text{min}}}
يُستخدم عامل الهندسة {\displaystyle \beta } للدلالة على إجهاد المجال البعيد {\displaystyle \sigma } يشير إلى شدة الإجهاد في طرف الشق باستخدام
{\displaystyle K=\beta \sigma {\sqrt {\pi a}}}
هناك مراجع قياسية تحتوي على العوامل الهندسية للعديد من الأشكال البنيوية.

## تاريخ قوانين انتشار الشق
اقتُرحت العديد من القوانين على مر السنين لتحسين دقة التنبؤ وإدراج العديد من التأثيرات. وُضع حجر الأساس فيما يخص سلوك نمو الشق الناتج عن الكلال من خلال أعمال هيد، وفروست ودوجدال، ومكيفيلي وإلج، بالإضافة إلى ليو. يمكن التعبير عن الصيغة العامة لتلك المعادلات عن طريق:
{\displaystyle {da \over dN}=f(\Delta \sigma ,a,C_{i}),}
إذ يُرمز لطول الشق بالرمز {\displaystyle a} يُعطى عدد دورات الحمل المُطبق عن طريق{\displaystyle N} ، مدى الإجهاد {\displaystyle \Delta \sigma }، ويرمز {\displaystyle C_{i}} إلى متغيرات المادة. بالنسبة للأشكال التماثلية، يُعرّف طول الشق من خط التماثل كالآتي{\displaystyle a} وهو نصف الطول الإجمالي للشق{\displaystyle 2a}
معادلات نمو الشق من النوع {\displaystyle da/dN} ليست معادلات مختلفة بشكل حقيقي، فهي لا تصف عملية نمو الشق بطريقة مستمرة خلال دورة التحميل. فمثلًا، يُعتبرتعداد الدورة المنفصلة أو خوارزميات الهوية مثل خوارزمية تعداد تدفق المطر من الضروريات لتعيين القيم العظمى والصغرى خلال الدورة. على الرغم من تطويرها لوسائل حد الإجهاد والانفعال، فتعداد تدفق المطر قد ظهر استخدامه في نمو الشق. وكان هناك عددٌ قليل من المعادلات الاشتقاقية الصحيحة التي طُورت للتعبير عن نمو الشق الناتج عن الكلال.

## معدل نمو الشق في الأنظمة المختلفة
يُظهر الشكل رقم 1 مخطط بياني نمطي لمعدل نمو الشق كدالة في شدة الإجهاد المتناوب أو القوة المحركة لطرف الشق.  رُسم ##رمز## على المقياس اللوغاريتمي. يمكن وصف سلوك معدل نمو الشق بالنسبة لشدة الإجهاد المتناوب في الأنظمة المختلفة (شاهد الشكل رقم 1) كما يلي
النظام أ: خلال معدلات النمو المنخفضة، تؤثر التغيرات في البنية المجهرية متوسط الإجهاد (أو نسبة الحمل)، بالإضافة إلى البيئة ملحوظ على معدلات انتشار الشق. ولوحظ في نسب الأحمال المنخفضة أن معدل النمو يكون أكثر حساسية للبنية المجهرية، ولوحظ في المواد منخفضة المقاومة أن معدل النمو يكون أكثر حساسية لنسبة الحمل.
للتنبؤ بمعدل نمو الشق في منطقة المستوى القريب، تُستخدم العلاقة التالية:
{\displaystyle {da \over dN}=A\left(\Delta K-\Delta K_{\text{th}}\right)^{p}.}
النظام ب: في معدلات النمو المتوسطة، لا توجد تأثيرات ملحوظة للتغيرات في البنية المجهرية أو متوسط الإجهاد (أو نسبة الحمل) أو السُمك أو البيئة على معدلات انتشار الشق.

### معادلة باريس-إردوجان
يُستخدم قانون باريس للتنبؤ بمعدلات نمو الشق في ذلك النظام المتوسط.
{\displaystyle {da \over dN}=C\left(\Delta K\right)^{m}.}
النظام ج : في معدلات النمو المرتفعة، تزداد حساسية انتشار الشق للتغيرات في البنية المجهرية ومتوسط الإجهاد (أو نسبة الحمل) والسُمك. بينما تترك التأثيرات البيئية آثار ضئيلة نسبيًا.

## برامج الحاسوب
هناك العديد من برامج الحاسوب القادرة على تنفيذ معادلات نمو الشق مثل Nasgro و AFGROW وFastran. إضافة إلى ذلك، هناك برامج قادرة على تنفيذ منهج احتمالي لنمو الشق لتُحسب احتمالية الانهيار خلال عمر المكوّن.
تعمل برامج نمو الشق على تكبير الشق بدايةً من حجم الصدع الابتدائي حتى يتخطى صلابة الكسر للمادة وينكسر. بسبب اعتماد صلابة الكسر على ظروف النطاق، قد تتغير صلابة الكسر من ظروف الانفعال المستوي لشق على سطح شبه دائري، إلى ظروف الإجهاد المستوي لشق نافذ. تعتبر صلابة الكسر للإجهاد المستوي ضعف قيمة مثيلتها للانفعال المستوي. ولكن بسبب معدل النمو السريع للشق قبل نهاية عمره، لا تغير الاختلافات في صلابة الكسر بشكل ملحوظ من عمر المكوّن.
توفر برامج نمو الشق بشكل أساسي الاختيارات التالية:
- وسائل تعداد الدورة للتوصل إلى التغييرات الجوهرية في الدورة.
- عوامل الهندسة التي تحدد شكل الشق والحمل المُطبق.
- معادلة نمو الشق.
- نماذج التسارع والإبطاء.
- خصائص المادة مثل مقاومة الخضوع وصلابة الكسر.